# Romantický film
Romantický film je jeden z filmových žánrů. Obsahem romantického filmu je prvek, za pomoci kterého děj diváka zaujme – láska. Takovýto film pojednává většinou o dvou a více postavách a obvykle tedy končí happyendem, existují ale výjimky. Příkladem romantického filmu může být Valčík na rozloučenou (1945), Pýcha a předsudek (2005), Prázdniny v Římě (1965) nebo Pretty Woman (1990).

## Hlavní podskupiny
Romantické prvky mohou být vloženy do různých filmových žánrů, např.:
- romantické drama, děj snímku obvykle nekončí šťastně, někdy je i velmi smutný
  - Podzim v New Yorku (hlavní postava zemře)
  - Prázdniny v Římě (zamilovaná dvojice se rozejde)
  - Madisonské mosty (zamilovaná dvojice se rozejde, oba nakonec zemřou)
- romantická komedie, děj snímku obvykle končí šťastně (happyendem)
  - Pretty Woman (dvojice se přes všechny překážky a velké odlišnosti nerozejde)
  - Prázdniny (dvojice překonává překážku velké vzdálenosti – USA a Velká Británie)

## Evropské filmy
- Amélie z Montmartru